# Lukas Knöfler
Lukas Knöfler (* 21. November 1972) ist ein österreichischer Jazzmusiker (Schlagzeug), der auch in anderen Genres hervorgetreten ist.

## Wirken
Knöfler, der in Wien aufwuchs, studierte zunächst 1991/92 am Franz Schubert Konservatorium für Musik und darstellende Kunst, im Folgejahr am Konservatorium der Stadt Wien bei Walter Grassmann und Alfred Mühlhofer. Zwischen 1993 und 1997 absolvierte er das Studium im Konzertfach Jazz-Schlagzeug an der  Hochschule für Musik und darstellende Kunst Graz bei Erich Bachträgl, Manfred Josel und Alexander Deutsch. Anschließend studierte er mit einem Arbeitsstipendium des Bundesministeriums für Wissenschaft und Verkehr 1998/99 in New York bei Joey Baron und John Riley.
Im Bereich des Jazz arbeitete er mit Künstlern wie Enrico Rava, Mark Murphy, Ed Neumeister, Klaus Dickbauer, Ray Anderson, Peter Herbert, Wolfgang & Christian Muthspiel, Red Holloway, Jay Clayton, Gary Barone, Julian Argüelles, Wayne Darling, Beni Schmid, Oliver Kent, Gerald Preinfalk, Jazz Big Band Graz, Harri Stojka, Karlheinz Miklin, Karl Ratzer, Raphael Wressnig und Jim Mullen. Daneben war er auch im Bereich der zeitgenössischen improvisierten Musik tätig, wo es zur Zusammenarbeit mit Elliott Sharp, Wayne Horvitz, Werner Dafeldecker, Andi Schreiber, Michael Mantler, Ernesto Molinari, Bertl Mütter, Andy Manndorff, Max Nagl, Achim Tang, Ingrid Oberkanins, Joanna Lewis, der Nouvelle Cuisine Big Band und anderen kam. Weiterhin war er als Begleiter im Bereich der Pop- und Rockmusik mit PigDog, Josh und die Emotionen, Willi Resetarits, Erika Pluhar, Albin „Eub“ Januschka und Willi Langer zu hören.
Knöfler spielte Konzerte und Tourneen in Europa, Asien und Amerika. Er war auch als Instrumentalpädagoge tätig.